# Grandes manœuvres

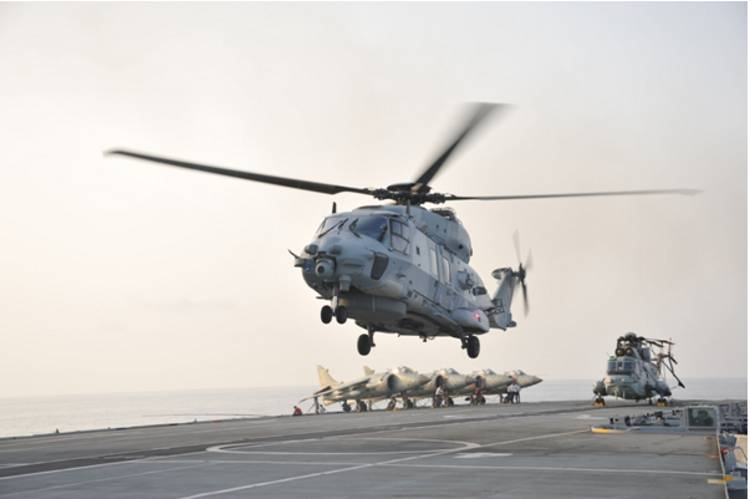
Un hélicoptère français au-dessus du pont du navire indien pendant l'exercice Varuna, qui implique les marines des deux pays, en 2015.

Les grandes manœuvres désignent des exercices militaires concernant des effectifs importants.
Aux différentes époques, les grandes manœuvres sont l'occasion de tester l'entraînement des troupes et des états-majors, de tester les règlements d'emploi et le nouveau matériel, mais aussi de montrer la puissance de la force militaire organisatrice aux autres États, représentés par des attachés militaires ainsi que par des journalistes.
Le plus souvent, ces grandes manœuvres sont organisées autour de la reconstitution de l'affrontement de deux partis (le plus souvent dénommés « parti rouge » et « parti bleu »), avec des arbitres et un règlement.

## Manœuvres avant 1914
Toutes les puissances européennes organisent chaque année des grandes manœuvres, que ce soit l'Allemagne, la France, le Royaume-Uni ou la Russie. Du temps de l'Empire allemand (1871-1918), les grandes manœuvres de la Deutsches Heer (l'armée allemande) portent le nom de Kaisermanöver (manœuvres impériales).
En France, les grandes manœuvres ont lieu en automne, au niveau d'une brigade, d'une division, d'un corps d'armée, voire d'une armée. Ce dernier cas ne concerne chaque année que certains corps d'armée, en fonction du budget du ministère de la Guerre. « Les manœuvres d'armée comportent d'abord des manœuvres de corps d'armée contre corps d'armée, puis des opérations exécutées par les corps d'armée réunis contre un ennemi figuré » :

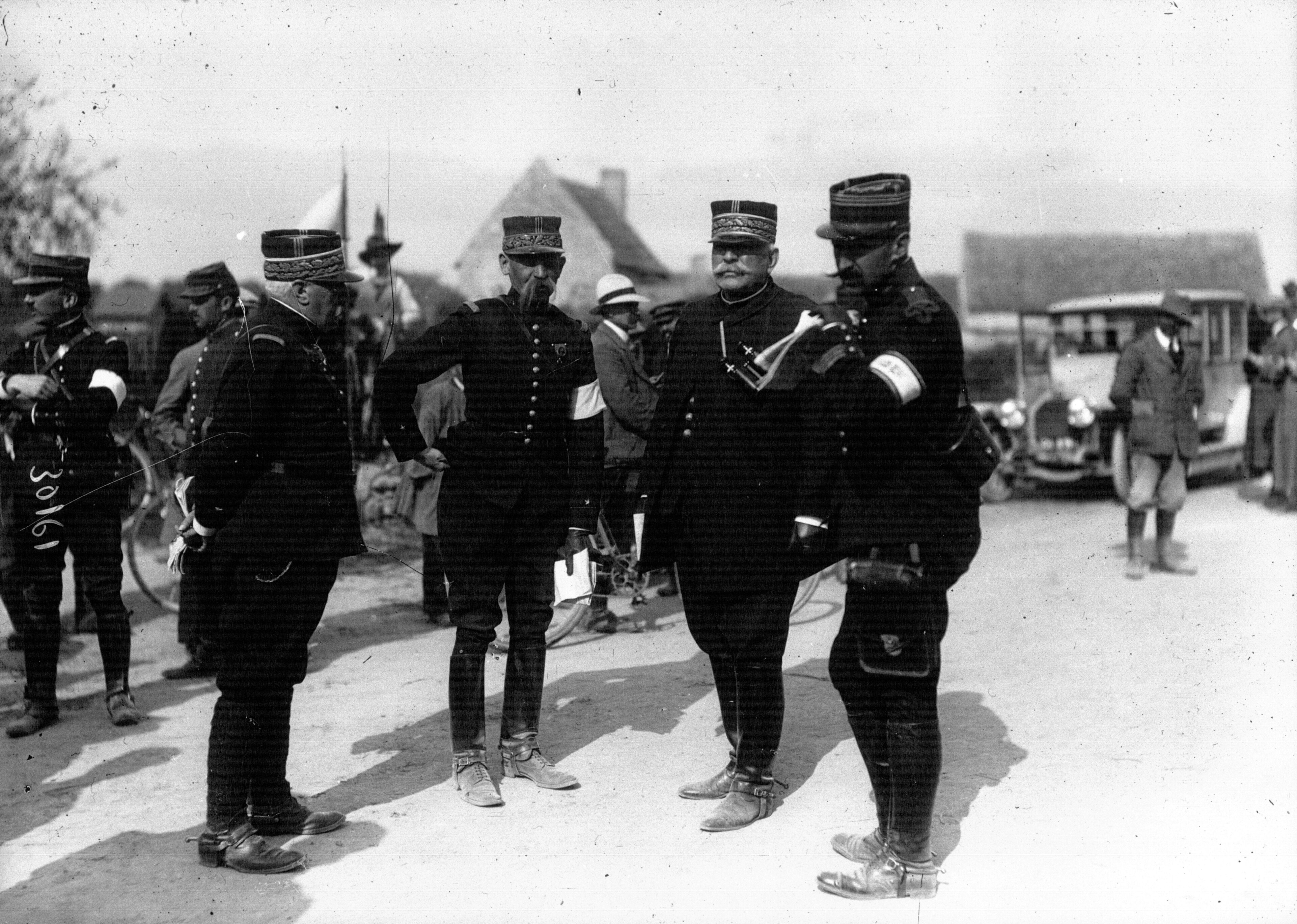
Grandes manœuvres de l'Est en 1912 : les généraux Castelnau et Joffre avec deux arbitres (brassard blanc à la manche).

- en 1898, le 9 septembre les manœuvres de l'Est opposent les 3e et 16e corps à Sainte-Menehould, le 10 septembre, les manœuvres du centre à Dompierre-sur-Besbre opposent les 8e et 13e corps [2].
- en 1901, les grandes manœuvres de l'Est opposent les armées A et B ;
- en 1903, les grandes manœuvres du Centre opposent les 12e et 13e corps, tandis que celles du Sud-Est les 14e et 15e corps[3] ;
- en 1904, les grandes manœuvres du Nord-Ouest opposent sous la pluie les 3e et 4e corps en Eure-et-Loir[4], tandis que celles de l'Est les 7e et 8e corps ;
- en 1905, les grandes manœuvres de l'Est concernent les 5e, 6e et 20e corps, tandis que celles de l'Ouest impliquent les 9e, 10e et 11e corps (essai d'un harnachement allégé) ;
- en 1906, les grandes manœuvres de forteresse occupent le 7e corps[5] ;
- en 1907, les grandes manœuvres du Sud-Ouest opposent les 12e et 18e corps ;
- en 1908, les grandes manœuvres du Centre voient s'affronter dans le Cher l'armée dite de l'Est du général Trémeau avec pour chef d'état-major Édouard de Castelnau, les 8e corps et 9e corps à l'armée dite de l'Ouest du général Millet avec pour chef d'état-major Ferdinand Foch, les 4e corps et 5e corps. Les opérations sont dirigées par Henri de Lacroix accompagné du capitaine Buat (essai sans adoption de l'équipement Mills-Bruzon) ;
- du 15 au 19 septembre 1909, les grandes manœuvres du Sud-Est concernent les 13e (général François Goiran, parti blanc) et 14e corps (général Virgile Robert) sous la direction du général Trémeau, dans le Bourbonnais autour de Gannat, Lapalisse et Roanne[6] (test du ravitaillement par camion) ;
- du 12 au 18 septembre 1910, les grandes manœuvres de Picardie, entre Beauvais et Neufchatel, opposent les 2e (général Marie-Georges Picquart) et 3e corps d'armée (général Victor Meunier) sous l'arbitrage du général Alexandre Percin (test des batteries de corps d'armée, des aéroplanes, des dirigeables et de l'artillerie anti-aérienne) ;
- du 5 au 15 septembre 1911, les grandes manœuvres du Nord concernent les 1er et 6e corps ;
- du 11 au 17 septembre 1912, les grandes manœuvres de l'Ouest concernent les 4e, 5e, 9e, 10e et 11e corps autour de Thouars, Montreuil-Bellay et Loudun, sous la direction du général Joseph Joffre ;
- en 1913, d'une part les 12e et 18e corps, la 1re DIC et une brigade de cavalerie (général Paul Pau, parti bleu) contre d'autre part les 16e et 17e corps et la 6e DC (général Nicolas Chomer, parti rouge), chaque armée avec un groupe d'artillerie lourde, un dirigeable et trois escadrilles d'aéroplanes[7],[8] ;
- en 1914, entre le 1er et le 2e corps (annulés pour cause de guerre).

Le grand-duc Nicolas lors des grandes manœuvres de l'armée française de 1912
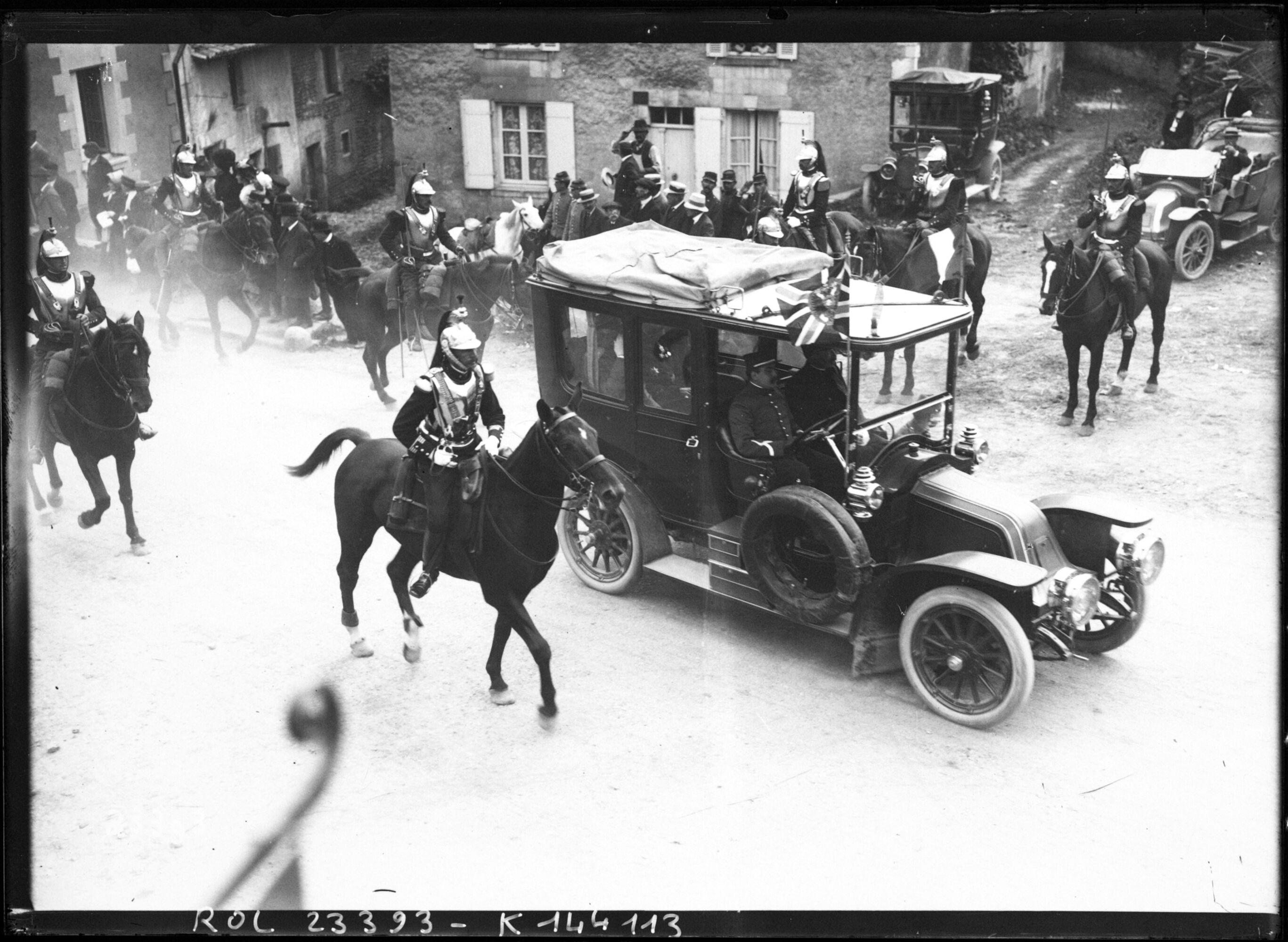
Départ pour le terrain des manœuvres.
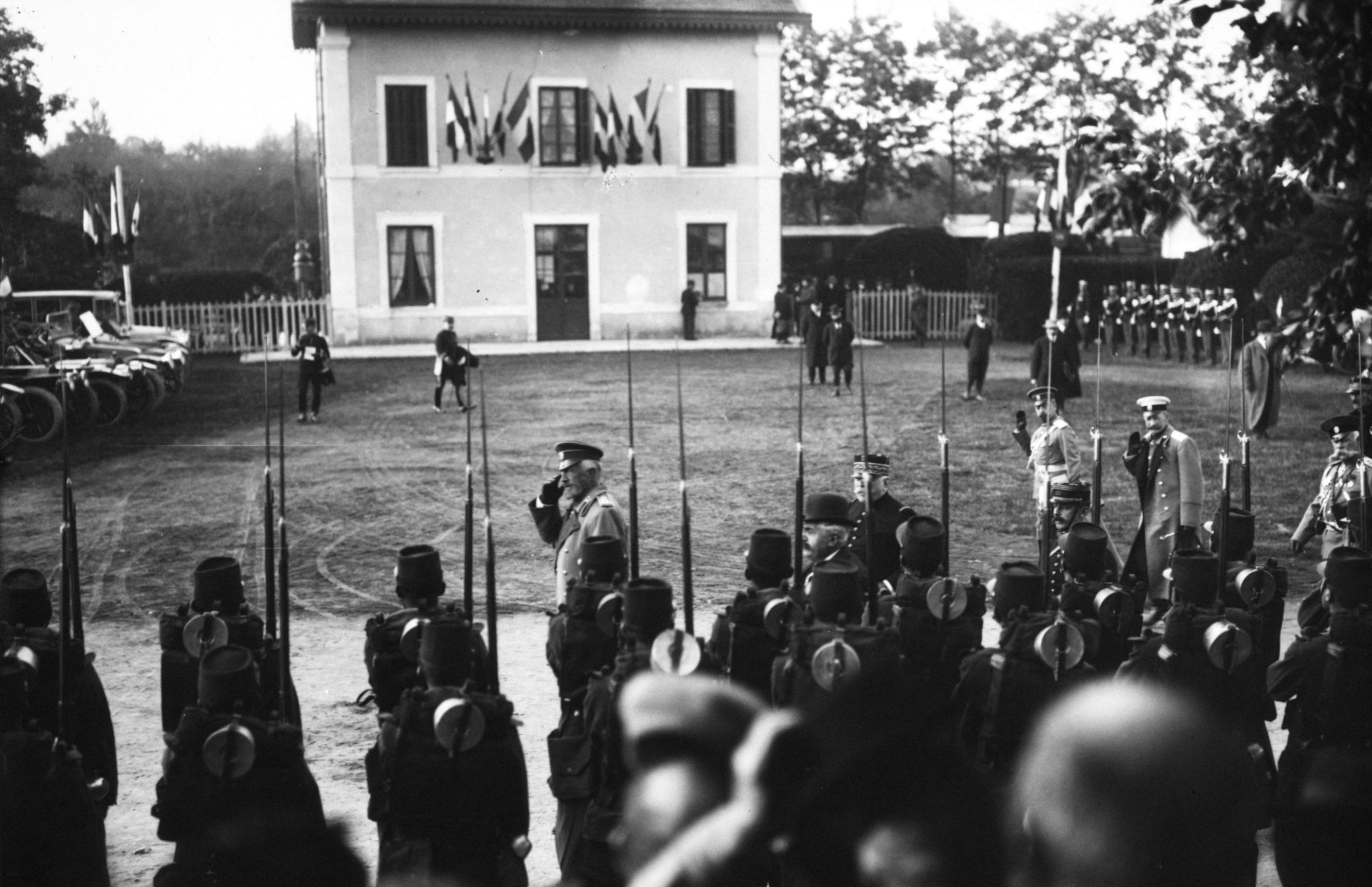
Le grand-duc passant en revue une compagnie.

## Manœuvres de l'entre-deux-guerres

### Feldmanöver
Les manœuvres organisées par la Reichswehr pendant l'entre-deux-guerres furent appelées Feldmanöver.

### Manœuvres militaires françaises de 1932
Les exercices combinés de 1932 sont des grandes manœuvres menées par l'Armée française en Champagne en septembre 1932. La coordination entre l'infanterie, les chars et la cavalerie mécanique y est testée, et apparaît difficile entre les deux premiers.
Les conclusions varient, entre le général Julien Dufieux, inspecteur général de l'infanterie, pour qui les chars ne peuvent être utilisés en unités propres, ou le général Maxime Weygand, vice-président du conseil supérieur de la guerre, selon qui une grande unité entraînée à l'emploi des chars en masse est nécessaire.

## Manœuvres de la guerre froide
Afin d'affirmer leur puissance aux yeux de l'adversaire, États-Unis d'un côté et Union soviétique de l'autre, ont mené de nombreux exercices militaires de grande ampleur. En 1981, l'URSS a organisé Zapad-81, le plus grand exercice militaire de l'histoire du Pacte de Varsovie, regroupant plus de 100 000 hommes, aux portes de la Pologne en Biélorussie.

## Manœuvres depuis 1991
L'une des principales grandes manœuvres est l'exercice américano-coréen Ulchi Freedom Guardian.

## Exercices militaires internationaux auXXIesiècle
- Arctic Challenge Exercise.
- Exercice Iniochos (aérien).
- Exercice naval multilatéral Milan, naval et international.
- Exercice Joint Warrior (interarmées).
- Strong Europe Tank Challenge (terrestre).